# Caruaru Hoje
Caruaru Hoje foi uma revista de distribuição bimestral em pernambuco publicada pela Editora Mestre Vitalino. 
Criada em 2000 pelo jornalista e ganhador do Prêmio Esso/JC Cinquenta Anos de Fundação do Jornal do Commercio Souza Pepeu, a revista tratava de temas variados de abrangência regional. Era um veículo de resgate do passado da Cidade de Caruaru, sendo amplamente ilustrada com fotos de eventos políticos, culturais e da sociedade caruaruense. Nas suas páginas, caminharam textos sobre a História de pessoas importantes para a desenvolvimento intelectural de Pernambuco como Mestre Vitalino, Luiz Gonzaga, Nelson Barbalho, João Condé, José Condé, Marcos Freire, Austregésilo de Athayde, Dom Helder Câmara. Diante do seu importante papel, a revista foi considerada de utilidade pública pela Lei Municipal Caruaruense de Número 4205 de 07/04/2003 de autoria do Vereador Leonardo Chaves. Tendo recebido diversos votos de congratulações por meio de requerimentos apontados na Assembléia Legislativa do Estado de Pernambuco . Possuía dentre outras, coluna de informática assinada pelo Professor Silvio Meira, a coluna "Asas da Palavra" da jornalista Fabianna Freire Pepeu, a coluna política e a coluna esportiva, esta com especial destaque para o início da História do Central Sport Club escritas pelo próprio diretor Souza Pepeu e diversos colaboradores ao longo dos onze anos de publicação da revista tais como Lenivaldo Aragão, Demóstenes Félix, Dimas Xavier, Fotógrafo Carlos Sá, João Miranda, Miguel Miranda, José Carlos Florêncio, Sérgio Pepeu, Bertino Silva, Odete Melo, Julio Pascoal, Assis Claudino, Sóstenes Fonseca, Julianne Pepeu, Agnaldo Fagundes, Carlos Pinheiro, José Neves Cabral, Lucídio José de Oliveira, Aleixo Leite Filho, Abraão Sobral, Paulo Roberto Borges, Flávia de Gusmão, Damião Araújo, Clívia Maria Alencar Freire Pepeu, Genival Vicente, Fernando Florêncio, dentre outros. Foi finalizada logo após a morte do seu criador, após onze anos de publicação ininterrupta, tendo a jornalista Fabianna Freire Pepeu assumido a direção ao lado dos seus irmãos Julianne Pepeu e Sérgio Pepeu para a criação da última edição em homenagem ao falecido jornalista. Na visão de muitos, a finalização da revista foi uma perda irreparável para o cenário intelectual da cidade de Caruaru.